# Adícora (paroisse civile)
Pour les articles homonymes, voir Adicora.
Adícora est l'une des neuf paroisses civiles de la municipalité de Falcón dans l'État de Falcón au Venezuela. Sa capitale est Adícora.

## Géographie
Outre sa capitale Adícora, la paroisse civile abrite les autres localités d'Asubure, Buchuaco, El Supí, San Pedro, Santa Rita et Tiraya.